# 木之本岭浩
木之本岭浩（木ノ本嶺浩，1989年11月22日—）是一名日本的演员，出身于滋贺县大津市。他現所属经纪公司为Village Entertainment，曾经所属于JVC Entertainment。兴趣是音乐鉴赏，特长则是空手道和田径。

## 簡介
- 木之本在小时候很喜欢金屬英雄系列（《特搜機器人Janperson》和《重甲B-Fighter》）[2]。于获得第19回JUNON SUPER BOY的审查员特别奖后出道，并于2010年1月在特摄片《假面骑士W》中饰演照井龙 / 假面骑士Accel（声）（曾于主角左翔太郎和菲利普的演员选拔中落选）。[3]
- 喜欢同在滋贺县，并有相同名字的木之本站[4]。
- 卡拉ok裏最擅長的歌是德永英明的「Rainy Blue（日语：Rainy Blue (徳永英明の曲)）」。
- 改變了自己是一句話是「只要不停想著自己的梦想，終有一天他會實現。」[5]

## 出演

### 电视剧
- 贫穷男子（2008年1月－3月、日本电视台）饰 五十嵐彻
- 太阳与海的教室（2008年7月－9月、富士电视台）饰 和田明洋
- 海螺小姐（2009年11月15日、富士电视台）饰 教習所学生
- 假面骑士W（2010年1月－8月、朝日电视台）饰 照井龙 / 假面骑士Accel（声）
- 神南署安积班第四系列（日语：ハンチョウ〜神南署安積班〜#シリーズ4） 第10話（2011年6月13日、TBS）饰 柴崎卓
- 少年法庭（日语：ティーンコート (テレビドラマ)） 第7話（2012年2月21日、日本电视台）饰 仓田翔太
- 制服捜査（日语：制服捜査）（2013年8月12日、TBS）饰 篠崎章一
- 科搜研之女 第14季 第1話、第2話（2014年10月16日、23日、朝日电视台）饰 野間春樹
- 出租救世主 第6話（2016年11月13日、日本电视台）
- 致命之吻 第1話（2018年1月7日、日本电视台）饰 Ganesha牛郎

### 电影
- 假面騎士×假面騎士W & Decade Movie大戰2010（2009年12月12日上映、東映） 饰 谜之男（照井龙）
- A bed〜二十歳の恋（episode 3『朱美』）（2010年4月16日上映）
- 假面騎士W Forever A至Z/命運的Gaia Memory（2010年8月7日上映、东映） 饰 照井龙 / 假面骑士Accel（声）
- 假面騎士×假面騎士 OOO & W feat. Skull Movie大戰 Core（2010年12月18日上映、东映） 饰 照井龙 / 假面骑士Accel（声）
- （2011年4月9日上映）饰演 佐藤マサキ
- メサイア（日语：メサイア (映画)）（2011年10月15日上映） 饰 司馬柊介
- 行方不明（2012年11月10日上映）饰 信田翔太
- 祭品的困境＜上＞（2013年7月13日上映）饰 冰山浩喜
- 祭品的困境＜中＞（2013年7月18日上映）饰 冰山浩喜
- 祭品的困境＜下＞（2013年7月19日上映）饰 冰山浩喜
- 009-1（2013年9月7日上映）饰 克里斯
- 假面騎士×假面騎士 鎧武 & Wizard 天下決勝之戰國MOVIE大合戰 （2013年12月14日上映）饰 秀吉
- 二十歲的廢物（2014年11月1日上映）饰 宇月奏
- 美好条纹（2015年5月30日上映）饰 ホーリー
- 星星的約束（2016年4月28日上映）
- 母亲湖（日语：マザーレイク）（2016年6月4日上映）饰 雲林院一平
- 東京DAYS（2016年上映）
- 追憶ダンス（2017年7月15日上映）饰 佐藤
- 桃与雉鸡（2017年4月8日上映）饰 山口海人
- 三尺魂（2017年7月19日上映）饰 高村廉（BabyDoll）
- ヘドローバ（2017年12月9日上映）饰 カズヤ
- RETURN（2019年上映）饰 シンジ

### 杂志
- 《JUNON（日语：JUNON）》4月号
- 假面骑士W 公式书2 「忘れないでくれ、相棒」(TOKYO NEWS MOOK 193号)

### DVD
- 《假面骑士W 超战斗DVD 丼的α/再见了爱的菜单》（2010年） 饰 照井龙 / 假面骑士Accel（声）
- 《假面騎士W RETURNS 假面騎士 Accel》假面骑士Accel（2011年） 饰 照井龙 / 假面骑士Accel（声）
- 新・喧嘩的花道（2013年） 饰 シュン
- 新・喧嘩的花道 完結編（2013年7月） 饰 シュン
- 《Drive SAGA 假面騎士Chaser》（2016年） 饰 照井龙 / 假面骑士Accel（声）
- 《假面騎士ZI-O NEXT TIME Geiz Majesty》(2020年) 饰 照井龙 / 假面骑士Accel（声）

### 網上影片
- 網絡版 假面騎士W Forever A 至 Z之爆笑26連發（2010年） 饰 照井龙
- 網路版 假面騎士Fourze 大家的授業來了!（2012年） 饰 照井龙 / 假面骑士Accel（声）

### 舞台
- Trifle Entertainment『髖關節!（日语：コカンセツ!）〜再演〜』（2011年9月21日 - 25日、天王洲銀河劇場（日语：天王洲銀河劇場））
- 『ドリームジャンボ宝ぶね〜けっしてお咎め下さいますな〜』（2013年1月6日 - 13日、青山劇場（日语：青山劇場） / 2013年1月26日、梅田藝術劇場） 饰 山內容堂
- 『刑事・ル』（2013年7月10日 - 19日、全労済Halls / SPACE ZERO（日语：スペース・ゼロ））
- 『新年工場見学会2014』（2014年1月2日 - 4日、Atelier Helicopter）
- 『僕等の図書室3〜みんなで読書会〜』（2014年5月3日 - 4日、銀座Blossom Hall・2014年5月6日、話劇城）
- 『ギャングアワー』（2014年9月30日 - 10月5日、新宿Theatre Moliere） 饰 田中
- 『聖☆明治座・るの祭典〜あんまりカブると怒られちゃうよ〜』（2014年12月19日 - 23日、明治座 / 12月27日、梅田藝術劇場） 饰 竹中半兵衛
- 木之本岭浩独角戏『芥川龍之介の恋』（2015年8月1日 - 2日、JZ Brat SOUND OF TOKYO〈東急澀谷藍塔大飯店（日语：セルリアンタワー東急ホテル）2F〉）
- 『晦日明治座納め・る祭〜あんまり歌うと攻められちゃうよ〜』（2015年12月29日 - 31日、明治座 / 2016年1月16日、梅田藝術劇場） 饰 ヨン
- 東京マハロ 第16回公演『そして友は二度死んだ』（2016年4月30日 - 5月8日、赤坂RED/THEATER）
- 方南ぐみ企画公演 朗読劇 『逢いたくて…』（2016年5月14日、Theatre sunmall（日语：シアターサンモール））
- 東京マハロ 第17回公演『女子穴』（2016年7月6日 - 13日、赤坂RED/THEATER）
- 『僕等の図書室 特別授業』（2016年12月24日 - 12月27日、12月31日、有乐町朝日Hall、Sankei Hall Breeze）
- SHATNER of WONDER #6『遥远夏天的梵高』（2017年7月14日 - 23日、天王洲 銀河劇場） 饰 ホセ
- ラ・セッテ×イヌッコロ コラボ公演『まわれ!無敵のマーダーケース』（2017年10月12日 - 22日、sun-mall　studio） 饰 藤澤
- 『ゆく年く・る年冬の陣 師走明治座時代劇祭』（2017年12月28日 - 31日、明治座 / 2018年1月13日、梅田藝術劇場） 饰 伊達成實
- ラ・セッテプロデュース『ギャングアワー』（2018年3月13日 - 18日、赤坂RED/THEATER） 饰 田中
- 『白痴』（2018年3月28日 - 4月1日、CBGKシブゲキ！！） 饰 気違い
- 気晴らしBOYS第9回本公演『ふらちな侍』（2018年5月9日 - 13日、池袋OWL SPOT）
- 『歳が暮れる・YO 明治座大合戦祭』（2018年12月28日 - 31日、明治座 / 2019年1月19日、梅田藝術劇場） 饰 村上義清
- 『LOOSER〜失い続けてしまうアルバム〜』（2019年6月6日 - 9日、品川王子大飯店 Stellar Ball / 6月15日 - 16日、森之宮Piloti Hall） 饰 沖田總司/其他

### 电台
- 木之本的星期五（2012年4月6日 – 12月28日WALLOP（日语：WALLOP）放送局）

### 游戏
- 假面騎士大亂鬥 GANBARIDE（2009年11月、街机） 饰 假面骑士Accel（声）
  - 假面騎士大亂鬥 GANBARIDE カードバトル大戦（日语：仮面ライダーバトル ガンバライド カードバトル大戦）（2010年7月、任天堂DS）
  - 假面騎士大亂鬥 GANBARIZING（日语：仮面ライダーバトル ガンバライジング）（2014年12月18日、街机）
- 假面騎士 Climax Heroes 饰 假面骑士Accel（声）
  - 假面騎士 Climax Heroes OOO（2010年12月、Wii・PSP） 饰 假面骑士Accel / 假面骑士W Cyclone Accel Xtreme（声）
  - 假面騎士 Climax Heroes Fourze（2011年12月、Wii・PSP）
  - 假面騎士 超Climax Heroes（2012年11月、Wii・PSP）
- 假面騎士 鬪騎大戰（日语：仮面ライダー バトライド・ウォー）系列 饰 假面骑士Accel（声）
  - 假面騎士 鬪騎大戰（2013年5月、PS3）
  - 假面騎士 鬪騎大戰II（2014年6月26日、PS3・Wii U）
  - 假面騎士 鬪騎大戰 創生（2016年2月、PS4・PS3・PS Vita）[6]
- 假面騎士 旅行者戰記（日语：仮面ライダー トラベラーズ戦記）（2013年11月、3DS） 饰 照井龙 / 假面骑士Accel（声）
- 超級英雄世代（2014年10月23日、PS3・PS Vita）饰 假面骑士Accel（声）
- 假面騎士 天喚騎兵（日语：仮面ライダー サモンライド!）（2014年12月4日、PS3、Wii U）饰 假面骑士Accel（声）
- 假面騎士 巔峰戰士（日语：仮面ライダー クライマックスファイターズ）（2017年12月7日、PS4）饰 假面骑士Accel（声）
- 假面騎士 巔峰亂鬥（2018年11月29日、任天堂Switch）

### 音乐影片
- 『I for you〜毎日がクリスマスイヴ〜』4 you（2012年12月12日）